# Међународна кинолошка федерација
Међународна кинолошка федерација (фр. Fédération Cynologique Internationale (FCI)), међународна је кинолошка организација са седиштем у Туину у Белгији.

## Историја
ФЦИ су 1911. основали Немачка, Аустрија, Француска и Холандија. Са почетком Првог светског рата организација је престала са радом а обновила га је 1921. године. Статус правног лица добила је 5. марта 1968. године.

## Класификација паса
Пси су, на основу изгледа или улоге, подељени на десет група.
1. Пастирски пси и терачи стоке (сем швајцарских пастирских паса)

2. Пинчеви и шнауцери, молоси и швајцарски пастирски пси

3. Теријери

4. Јазавичари

5. Шпиц тип и примитивни тип паса

6. Гоничи, трагачи по крви и сродне расе

7. Птичари

8. Ретривери, цуњавци и пси за воду

9. Пси за пратњу и разоноду

10. Хртови

## Главни циљеви
Главни циљеви су описани у члану 2 њиховог статута:
- да подстичу и промовишу размножавање и коришћење расних паса чије функционално здравље и физичке особине испуњавају стандарде за сваку одговарајућу расу и који су способни за рад и остваривање функција у складу са специфичним карактеристикама њихове расе;
- да заштити употребу, држање и одгој паса у земљама чланицама;
- да подржи слободну размену паса и кинолошких информација између држава чланица и иницира организацију изложби и тестирањ

## Чланови
| Држава                 | Назив савеза                                                                                    |
| ---------------------- | ----------------------------------------------------------------------------------------------- |
| Азербејџан             | Kinologičeskii Sojuz Respubliki Azerbaidžan (Веб-сајт)                                          |
| Аргентина              | Federación Cinológica Argentina (Веб-сајт) Архивирано на веб-сајту (1. јул 2017)                |
| Аустралија             | Australian National Kennel Council (Веб-сајт) Архивирано на веб-сајту (23. април 2011)          |
| Аустрија               | Österreichische Kynologenverband (Веб-сајт)                                                     |
| Бахреин                | Kennel Club of Bahrain                                                                          |
| Белгија                | Société Royale Saint-Hubert (Веб-сајт)                                                          |
| Белорусија             | Белорусское кинологическое объединение (Веб-сајт)                                               |
| Боливија               | Kennel Club Boliviano (Веб-сајт)                                                                |
| Бразил                 | Confederaçao Brasileira de Cinofilia (Веб-сајт)                                                 |
| Бугарска               | Българска Републиканска Федерация по Кинология (Веб-сајт)                                       |
| Венецуела              | Federación Canina de Venezuela (Веб-сајт)                                                       |
| Вијетнам               | Vietnam Kennel Association (Веб-сајт)                                                           |
| Гватемала              | Asociación Guatemalteca de Criadores de Perros (Веб-сајт) Архивирано на веб-сајту (6. мај 2018) |
| Гибралтар              | Gibraltar Kennel Club (Веб-сајт) Архивирано на веб-сајту (8. децембар 2006)                     |
| Грузија                | Fédération Cynologique de Géorgie (Веб-сајт)                                                    |
| Грчка                  | Kennel Club of Greece (Веб-сајт)                                                                |
| Данска                 | Dansk Kennel Club (Веб-сајт)                                                                    |
| Доминиканска Република | Federación Canina Dominicana                                                                    |
| Еквадор                | Asociación Ecuatoriana de Registros Caninos (Веб-сајт)                                          |
| Салвадор               | Asociación Canófila Salvadoreña (Веб-сајт)                                                      |
| Естонија               | Eesti Kennelliit (Веб-сајт) Архивирано на веб-сајту (13. март 2008)                             |
| Израел                 | ההתאחדות הישראלית לכלבנות (Веб-сајт)                                                            |
| Индија                 | Kennel Club of India (Веб-сајт)                                                                 |
| Индонезија             | Persatuan Kinologi Indonesia                                                                    |
| Ирска                  | Irish Kennel Club (Веб-сајт)                                                                    |
| Исланд                 | Hundaræktarfélags Íslands (Веб-сајт)                                                            |
| Италија                | Ente Nazionale della Cinofilia Italiana (Веб-сајт)                                              |
| Јапан                  | Japan Kennel Club (Веб-сајт)                                                                    |
| Јужна Кореја           | Korean Canine Club (Веб-сајт)                                                                   |
| Јужноафричка Република | Kennel Union of Southern Africa (Веб-сајт)                                                      |
| Казахстан              | Union of Cynologists of Kazakstan (Веб-сајт)                                                    |
| Кина                   | China Kennel Union (Веб-сајт)                                                                   |
| Кипар                  | Cyprus Kennel Club (Веб-сајт)                                                                   |
| Колумбија              | Asociación Club Canino Colombiano (Веб-сајт)                                                    |
| Костарика              | Asociación Canófila Costarricense (Веб-сајт)                                                    |
| Куба                   | Federación Cinólogica de Cuba                                                                   |
| Летонија               | Latvijas Kinologiska Federacija (Веб-сајт)                                                      |
| Литванија              | Lietuvos Kinologu Draugija (Веб-сајт)                                                           |
| Луксембург             | Union Cynologique Saint Hubert Luxembourg (Веб-сајт)                                            |
| Мађарска               | Magyar Ebtenyésztők Országos Egyesülete (Веб-сајт)                                              |
| Северна Македонија     | Кинолошки сојуз на Македонија (Веб-сајт)                                                        |
| Малезија               | Malaysian Kennel Association (Веб-сајт) Архивирано на веб-сајту (27. мај 2010)                  |
| Малта                  | Malta Kennel Club (Веб-сајт) Архивирано на веб-сајту (12. март 2008)                            |
| Мароко                 | Société Centrale Canine Marocaine (Веб-сајт) Архивирано на веб-сајту (7. јануар 2020)           |
| Мексико                | Federacíon Canófila Mexicana (Веб-сајт)                                                         |
| Молдавија              | Uniunea Chinologica din Moldava (Веб-сајт)                                                      |
| Монако                 | Société Canine de Monaco                                                                        |
| Немачка                | Verband für das Deutsche Hundewesen (Веб-сајт)                                                  |
| Никарагва              | Asociación Canina Nicaragüense (Веб-сајт)                                                       |
| Нови Зеланд            | New Zealand Kennel Club (Веб-сајт)                                                              |
| Норвешка               | Norsk Kennel Klub (Веб-сајт)                                                                    |
| Пакистан               | Kennel Club of Pakistan (Веб-сајт)                                                              |
| Панама                 | Club Canino de Panama (Веб-сајт)                                                                |
| Парагвај               | Paraguay Kennel Club                                                                            |
| Перу                   | Kennel Club Peruano (Веб-сајт)                                                                  |
| Пољска                 | Związek Kynologiczny w Polsce (Веб-сајт)                                                        |
| Порторико              | Federación Canófila de Puerto Rico (Веб-сајт)                                                   |
| Португалија            | Clube Português de Canicultura (Веб-сајт)                                                       |
| Румунија               | Asociaţia Chinologică Română (Веб-сајт)                                                         |
| Русија                 | Российская кинологическая федерация (Веб-сајт) Архивирано на веб-сајту (20. јануар 2021)        |
| Сан Марино             | Kennel Club San Marino (Веб-сајт)                                                               |
| Сингапур               | Singapore Kennel Club (Веб-сајт)                                                                |
| Словачка               | Slovenska Kynologicka Jednota (Веб-сајт)                                                        |
| Словенија              | Kinološka Zveza Slovenije (Веб-сајт)                                                            |
| Србија                 | Kinološki savez Srbije (Веб-сајт)                                                               |
| Република Кина         | Kennel Club of Taiwan (Веб-сајт)                                                                |
| Тајланд                | Kennel Club of Thailand (Веб-сајт)                                                              |
| Узбекистан             | Cynological Federation of Uzbekistan                                                            |
| Украјина               | Кінологічна спілка України (Веб-сајт)                                                           |
| Уругвај                | Kennel Club Uruguayo (Веб-сајт)                                                                 |
| Филипини               | Philippine Canine Club (Веб-сајт) Архивирано на веб-сајту (13. септембар 2017)                  |
| Финска                 | Suomen Kennelliitto (Веб-сајт)                                                                  |
| Француска              | Société Centrale Canine (Веб-сајт)                                                              |
| Холандија              | Raad van Beheer op Kynologisch Gebied in Nederland (Веб-сајт)                                   |
| Хонгконг               | Hong Kong Kennel Club (Веб-сајт)                                                                |
| Хондурас               | Asociación Canófila de Honduras                                                                 |
| Хрватска               | Hrvatski kinološki savez (Веб-сајт)                                                             |
| Црна Гора              | Kinološki savez Crne Gore (Веб-сајт)                                                            |
| Чешка                  | Českomoravská Kynologická Unie (Веб-сајт)                                                       |
| Чиле                   | Kennel Club de Chile (Веб-сајт)                                                                 |
| Швајцарска             | Société Cynologique Suisse (Веб-сајт) Архивирано на веб-сајту (26. јануар 2021)                 |
| Шведска                | Svenska Kennelklubben (Веб-сајт)                                                                |
| Шпанија                | Real Sociedad Canina en España (Веб-сајт)                                                       |
| Шри Ланка              | Kennel Association of Sri Lanka                                                                 |